# لاميون ستينتوني
لاميون ستينتوني (الاسم العلمي: Lamium staintonii) هو نوع من النباتات يتبع جنس اللاميون من الفصيلة الشفوية.